# Distrito electoral local 9 de Chihuahua
El Distrito electoral local 9 de Chihuahua es uno de los 22 distritos electorales en los que se encuentra dividido el territorio del estado de Chihuahua. Su cabecera es Ciudad Juárez. 
Desde el proceso de redistritación de 2022 abarca parte de la zona sur de Ciudad Juárez.

## Distritaciones anteriores

### Distritación de 1968
En ese entonces tuvo su cabecera en Nuevo Casas Grandes, y abarcaba los municipios de Ahumada, Ascensión, Buenaventura, Casas Grandes, Galeana, Ignacio Zaragoza, Janos y Nuevo Casas Grandes.

### Distritación de 1989
En la distritación de 1989 este distrito continuó teniendo su cabecera en Nuevo Casas Grandes, abarcando los municipios de Ascensión, Buenaventura, Casas Grandes, Galeana, Janos y Nuevo Casas Grandes.

### Distritación de 1995
Para 1995 el distrito pasó a abarcar parte de Ciudad Juárez.

### Distritación de 1997
En 1997 el distrito pasó a tener su cabecera en Madera, abarcando los municipios de Bachíniva, Buenaventura, Gómez Farías, Ignacio Zaragoza, Madera, Matachí, Namiquipa y Temósachi.

### Distritación de 2012
Para 2013 el distrito volvió a tener cabecera en Ciudad Juárez, abarcando la zona sureste de la ciudad.

### Distritación de 2015
Entre 2015 y 2022, continuó en Ciudad Juárez, abarcando parte de la zona sur de la ciudad.

## Diputados por el distrito
| Diputado                       | Grupo Partido | Legislatura | Periodo     | Cabecera distrital Según cada distritación |
| ------------------------------ | ------------- | ----------- | ----------- | ------------------------------------------ |
| Júpiter Barrera Flores         |               | XLIX        | 1968 - 1971 | Nuevo Casas Grandes                        |
| Julián Aguilar Talamantes      |               | L           | 1971 - 1974 | Nuevo Casas Grandes                        |
| Rebeca Anchondo de Rodríguez   |               | LI          | 1974 - 1977 | Nuevo Casas Grandes                        |
| Raúl Armendáriz Domínguez      |               | LII         | 1977 - 1980 | Nuevo Casas Grandes                        |
| Cruz Castro Vigil              |               | LIII        | 1980 - 1983 | Nuevo Casas Grandes                        |
| Rubén Ortega Rodríguez         |               | LIV         | 1983 - 1986 | Nuevo Casas Grandes                        |
| Leonel de la Rosa Carrera      |               | LV          | 1986 - 1989 | Nuevo Casas Grandes                        |
| Oscar Acosta González          |               | LVI         | 1989 - 1992 | Nuevo Casas Grandes                        |
| Salvador Bautista Vargas       |               | LVII        | 1992 - 1995 | Nuevo Casas Grandes                        |
| Clara Torres Armendáriz        |               | LVIII       | 1995 - 1998 | Ciudad Juárez                              |
| Leonel Reynaldo Chávez Reyes   |               | LIX         | 1998 - 2001 | Madera                                     |
| José Alfredo Vázquez Fernández |               | LX          | 2001 - 2004 | Madera                                     |
| Humberto Pérez Rodríguez       |               | LXI         | 2004 - 2007 | Madera                                     |
| Jesús Armando Muñoz Ponce      |               | LXII        | 2007 - 2010 | Madera                                     |
| Benjamín García Ruiz           |               | LXIII       | 2010 - 2013 | Madera                                     |
| Daniel Pérez Rodríguez         | 2013          | LXIII       |             | Madera                                     |
| Jorge Quintana Silveyra        |               | LXIV        | 2016        | Ciudad Juárez                              |
| Luis Fernando Rodríguez Giner  | 2013 - 2016   | LXIV        |             | Ciudad Juárez                              |
| Lilana Ibarra Rivera           |               | LXV         | 2016 - 2018 | Ciudad Juárez                              |
| Misael Máynez Cano             |               | LXVI        | 2018 - 2021 | Ciudad Juárez                              |
| Magdalena Rentería Pérez       |               | LXVII       | 2021 -      | Ciudad Juárez                              |

## Resultados Electorales

### 2024
| Candidato                     | Candidato                 | Candidato | Partido o coalición | Votos | Porcentaje |
| ----------------------------- | ------------------------- | --- | --- | ----- | ---------- |
| Emmanuel Corral Mendoza       | Emmanuel Corral Mendoza   | Emmanuel Corral Mendoza | Coalición "Fuerza y Corazón por México" Partido Acción Nacional Partido Revolucionario Institucional Partido de la Revolución Democrática | —     | —          |
|                               | —                         | Coalición "Sigamos Haciendo Historia" Movimiento Regeneración Nacional Partido del Trabajo Partido Verde Ecologista de México | — | —     |            |
|                               | —                         | Movimiento Ciudadano | — | —     |            |
| Candidatos no registrados     | Candidatos no registrados | Candidatos no registrados | — | —     | —          |
| Total de votos válidos        | Total de votos válidos    | Total de votos válidos | Total de votos válidos |       | —          |
| Instituto Nacional Electoral. |                           | | |       |            |

### 2016
|  | 25.85 % |

|  | 21.52 % |

|  | 2.24 % |

|  | 5.18 % |

|  | 1.60 % |

|  | 9.01 % |

|  | 7.27 % |

|  | 12.62 % |

|  | 7.56 % |

|  | 1.14 % |

|  | 6.01 % |

|  | 100.00 % |

### 2013
|  | 25.75 % |

|  | 44.73 % |

|  | 5.86 % |

|  | 10.46 % |

|  | 1.71 % |

|  | 5.84 % |

|  | 0.20 % |

|  | 5.44 % |

|  | 100.00 % |

### 2010
|  | 32.95 % |

|  | 45.46 % |

|  | 11.98 % |

|  | 0.45 % |

|  | 0.73 % |

|  | 1.85 % |

|  | 2.74 % |

|  | 0.05 % |

|  | 3.79 % |

|  | 100.00 % |

### 2007
|  | 38.72 % |

|  | 45.16 % |

|  | 9.70 % |

|  | 1.57 % |

|  | 1.00 % |

|  | 0.20 % |

|  | 0.01 % |

|  | 3.64 % |

|  | 100.00 % |

### 2004
|  | 42.75 % |

|  | 53.39 % |

|  | 0.00 % |

|  | 3.85 % |

|  | 100.00 % |

### 2001
|  | 40.27 % |

|  | 39.83 % |

|  | 11.80 % |

|  | 2.44 % |

|  | 2.23 % |

|  | 0.00 % |

|  | 0.00 % |

|  | 0.01 % |

|  | 3.14 % |

|  | 100.00 % |

### 1998
|  | 34.57 % |

|  | 46.63 % |

|  | 14.49 % |

|  | 0.45 % |

|  | 0.68 % |

|  | 0.02 % |

|  | 0.01 % |

|  | 0.03 % |

|  | 3.14 % |

|  | 100.00 % |

### 1995
|  | 50.07 % |

|  | 38.03 % |

|  | 4.46 % |

|  | 0.98 % |

|  | 2.43 % |

|  | 0.00 % |

|  | 4.02 % |

|  | 0.00 % |

|  | 0.02 % |

|  | 0.00 % |

|  | 100.00 % |

### 1992
|  | 47.18 % |

|  | 42.58 % |

|  | 0.17 % |

|  | 4.16 % |

|  | 0.17 % |

|  | 2.89 % |

|  | 0.01 % |

|  | 2.84 % |

|  | 100.00 % |

### 1989
|  | 25.06 % |

|  | 65.99 % |

|  | 0.17 % |

|  | 0.03 % |

|  | 0.67 % |

|  | 4.29 % |

|  | 0.00 % |

|  | 3.78 % |

|  | 100.00 % |

### 1986
|  | 35.23 % |

|  | 60.73 % |

|  | 0.13 % |

|  | 0.01 % |

|  | 0.02 % |

|  | 2.58 % |

|  | 0.14 % |

|  | 1.14 % |

|  | 0.02 % |

### 1983
|  | 34.10 % |

|  | 55.50 % |

|  | 0.21 % |

|  | 0.00 % |

|  | 5.82 % |

|  | 1.25 % |

|  | 0.00 % |

|  | 0.00 % |

|  | 3.11 % |

|  | 100.00 % |

### 1980
|  | 4.99 % |

|  | 74.68 % |

|  | 0.93 % |

|  | 0.00 % |

|  | 0.21 % |

|  | 3.31 % |

|  | 15.87 % |

|  | 0.00 % |

|  | 0.00 % |

|  | 100.00 % |